# Erik Damgaard
Erik Damgaard Nielsen (født 15. februar 1961) er en dansk erhvervsleder og grundlægger af Damgaard Data og Uniconta A/S.

## Karriere
Damgaard er uddannet akademiingeniør. Han stiftede sammen med sin bror, Preben Damgaard, virksomheden Damgaard Data, der senere blev sammenlagt med Navision. I 1997 modtog brødrene IT-prisen. I 2002 blev virksomheden solgt til Microsoft, hvilket gjorde Erik Damgaard til milliardær. Han arbejdede frem til 2004 hos Microsoft i Seattle, USA. Han har siden blandt andet været bestyrelsesformand i Greentech og medlem af Capinordics bestyrelse, men i 2008 trådte han ud af bestyrelserne.
I juni 2011 forlød det at hans private investeringsselskab Porteføljeinvest havde et underskud på over 400 mio kr. og i slutningen af 2011 gik Damgaard konkurs med virksomheden.
Ved konkursen af virksomheden Eurotrust mistede han også et anseeligt millionbeløb. Som følge af konkurserne har han bl.a. solgt sin villa i Hellerup, der var Danmarks dyreste. da den blev købt.
Hans tidligere bank, Cantobank, blev overtaget af Finansiel Stabilitet i marts 2013 og senere solgt til PFA i juni samme år.
I 2014 lancerede Erik Damgaard den digitale valutahandelsplatform, Straticator i partnerskab med Abshire-Smith og NPInvestor.
I årene efter udviklede han softwaren til det app- og cloud-baserede ERP-system (Enterprise Ressource Planning) Uniconta A/S, der understøtter standardiserede og individuelt udviklede økonomiprocesser hos små og mellemstore virksomheder.
Erik Damgaard er sammen med et andet medlem af Milliardærklubben, investeringsarkitekt Mark Szigethy, ifølge Børsen nævnt i Panama-papirerne.

## Privatliv
Han var gennem flere år gift med Signe Damgaard, som han har to børn med, men mødte i 2007 Anni Fønsby, der dengang drev en skobutik i Store Kongensgade i København. De blev landskendte, da de deltog i realityshowet Erik og Anni goes to Hollywood, der blev sendt på Kanal 4. I februar 2009 blev parret gift.
16. april 2009 blev Erik Damgaard og Anni Fønsby anholdt og sigtet for rufferi. Erik Damgaard blev løsladt efter grundlovsforhøret. Samme år solgte han også sin anseelige aktiepost i rigmandsbanken Capinordic Bank. Han var også med i milliardærklubben sammen med fire andre rigmænd. I 2014 blev Erik Damgaard gift med Renata Nascente da Silva Almeida, som er fra Brasilien.